# Júlio César da Silva e Souza
Júlio César da Silva e Souza, meglio noto come Júlio César (Itaguaí, 26 febbraio 1980), è un ex calciatore brasiliano, di ruolo centrocampista o attaccante.

## Carriera
Ha giocato nella massima serie dei campionati brasiliano, russo, portoghese, greco, rumeno e turco. Ha giocato nelle competizioni internazionali europee con Lokomotiv Mosca ed AEK Atene e nella Coppa Sudamericana con il Coritiba.

## Palmarès

### Club

#### Competizioni nazionali
- Campionato russo: 1

Lokomotiv Mosca: 2002
- Supercoppa di Russia: 1

Lokomotiv Mosca: 2003

#### Competizioni statali
- Campionato Carioca: 1

Fluminense: 2002
- Campionato Paranaense: 1

Coritiba: 2013

#### Competizioni regionali
- Copa do Nordeste: 1

Ceará: 2015